# Grauwacke

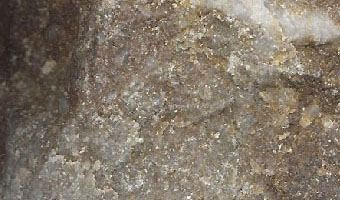
Détail d'un échantillon de grauwacke.

La grauwacke [ˈɡʀaʊ̯ˌvakə]  (mot allemand, vieux terme de mineur à éviter car trop imprécis, que certains écrivent également graywacke, greywacke ou wacke) est une roche sédimentaire détritique de la classe des arénites. 

## Minéralogie
C'est une roche lithique de la classe des arénites, à ciment argileux, riche en débris lithiques qui se sont agglomérés naturellement. Par augmentation du pourcentage de quartz, on passe progressivement au grès. Le métamorphisme de cette roche sédimentaire peut donner, selon le degré de recristallisation, des métagrauwackes fins ou grossiers, roches compactes, à grain fin, susceptibles d'être polies. 
La grauwacke est, en général, de teinte sombre, à matrice assez abondante (> 15 %) d'origine marine, constituée de grains anguleux, de dimension comprise entre 60 µm et 2 mm : feldspath, quartz, micas, débris à grains fins (roches magmatiques basiques et schistes), cimentés par un liant argileux riche en chlorite, ce qui la colore en vert. Faiblement métamorphisée en schistes verts, elle est souvent abondante dans diverses séries du Paléozoïque.

## Exploitation et usage
Le nom antique de la grauwacke est bekhen dans les textes égyptiens, lapis basanites chez Pline l'Ancien, mais du point de vue pétrographique, la grauwacke n'a rien à voir avec la basanite, qui est une roche volcanique.

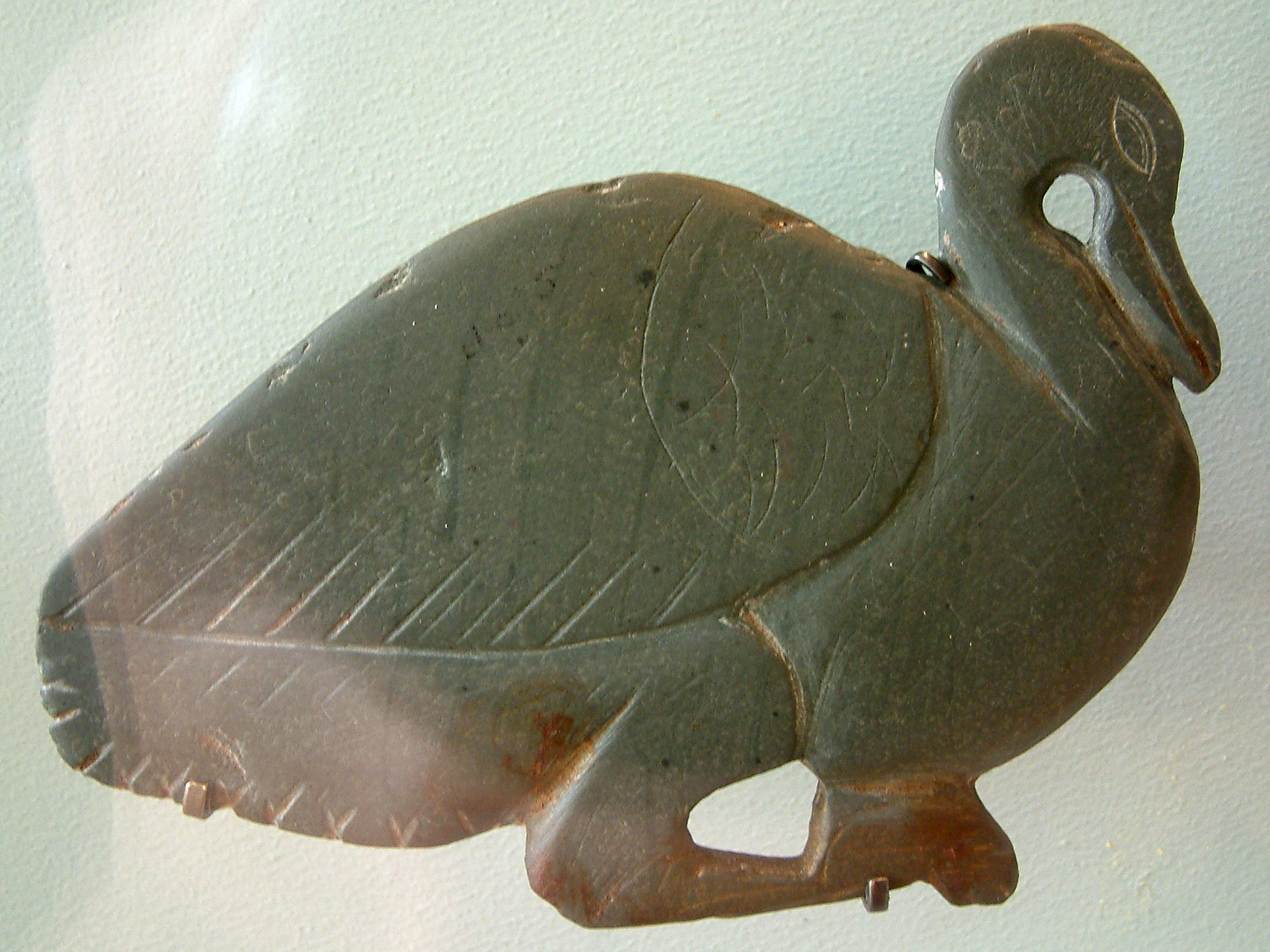
Palette à fard en grauwacke datant de la période de Nagada III (Département des antiquités égyptiennes du musée du Louvre).

C'était un matériau très apprécié des Égyptiens, surtout dans sa couleur vert sombre, qu'ils extrayaient au Ouadi Hammamat. À l'époque romaine, l'usage de ce minéral, qui rappelle le bronze patiné, débute avec Jules César et Marc Antoine ; il est quasiment réservé à la famille impériale sous les Julio-Claudiens et les Flaviens, avant que la mode ne se reporte sur  le porphyre.